# Buono lavoro

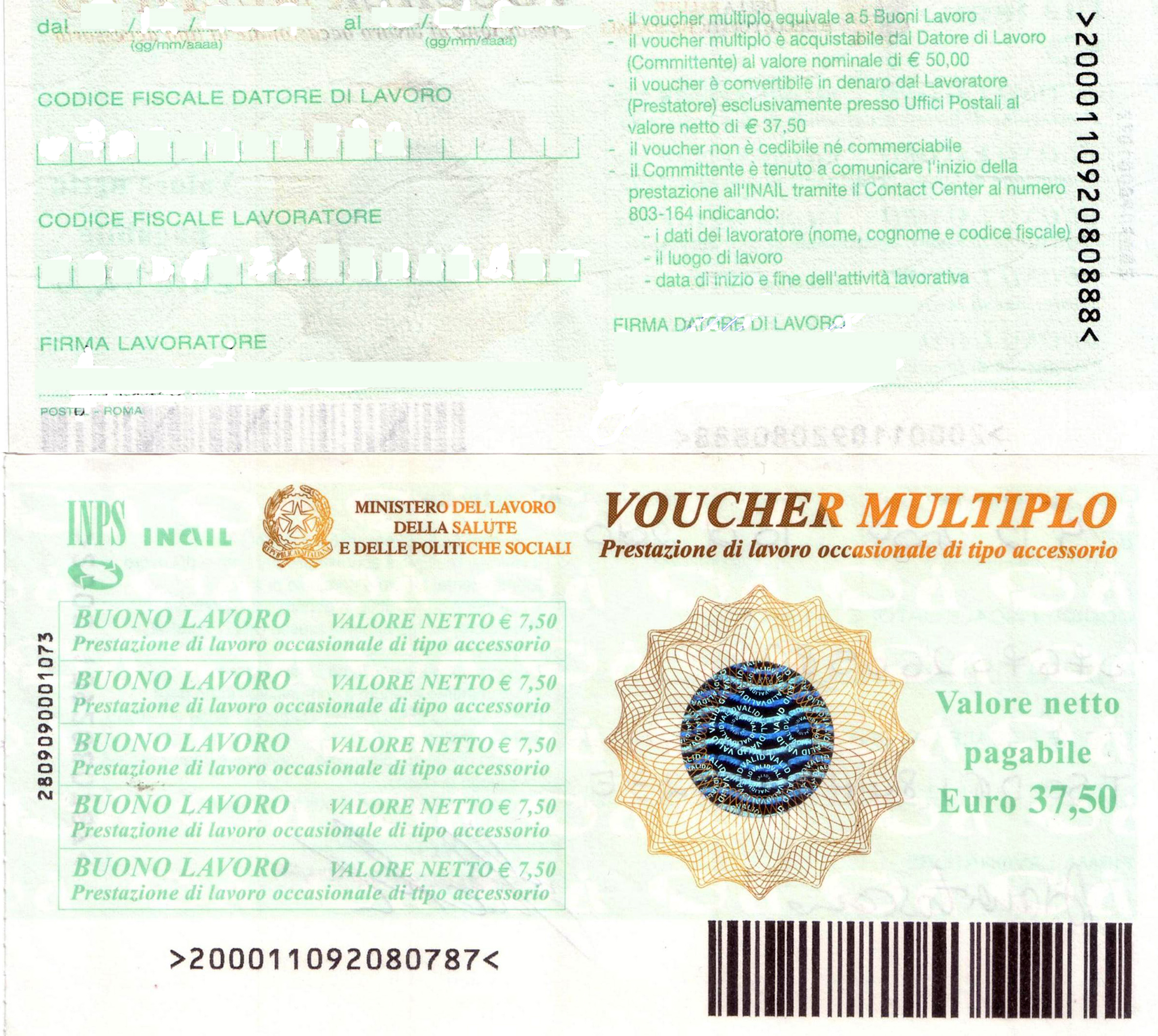
Esempio di voucher multiplo INPS del valore di 37,50€ (pari a 5 buoni)

Il buono lavoro (chiamato anche voucher) è una modalità di retribuzione previste in Italia per prestazoini occasionali inerentiil lavoro accessorio.
Dal 17 marzo 2017 l'impiego del voucher, come strumento di pagamento di un contratto di lavoro accessorio, è stato abolito.
Il 10 luglio 2017 è stata reintrodotta una nuova forma di voucher, con caratteristiche operative diverse da quello precedente.

## Descrizione
La prima introduzione del buono lavoro, come strumento di retribuzione del lavoro occasionale, è del 2003 a opera del secondo governo Berlusconi. Il provvedimento che ne inquadrò per la prima volta l'utilizzo fu infatti la Legge Biagi. Per diversi anni questa forma di remunerazione, introdotta con l'intenzione di ridurre il lavoro nero, fu sostanzialmente semi-sconosciuta. Nel 2008, durante il governo Prodi II, il Ministero del lavoro e delle politiche sociali diede attuazione alla legge, precisandone i limiti e l'utilizzo (ad esempio nel settore agrario).
Fu successivamente esteso per i lavori di tipo occasionale con prestazioni brevi riconosciuti dalla Riforma Biagi. Il lavoro di riferimento, allora, era quello tipicamente domestico; infatti lo scopo principale di questo strumento sarebbe stato quello di contrastare il lavoro nero e difendere le categorie considerate più deboli nel mercato del lavoro, come ad esempio le colf e le badanti. Altri utilizzi originari del voucher erano quelli delle ripetizioni a casa da parte di studenti, lavoretti di giardinaggio, pulizie e faccende di casa, prestazioni di hostess o stewart in fiere o eventi pubblici, altre situazioni analoghe, tipicamente pagate (con l'assenso del lavoratore) in nero e per questo senza protezione assicurativa. Le modifiche alla legislazione furono a opera del Governo Berlusconi IV, in particolare con la legge 33/2009 che estese nel 2010 l'applicazione a tutti i soggetti.
Poco tempo dopo è iniziata la liberalizzazione di utilizzo. Prima con il Governo Monti (Riforma Fornero), che ne ha liberalizzato l'uso con il solo vincolo economico pari a 5.000 euro all'anno per ogni singolo lavoratore. Poi con il Governo Letta che, con la legge 99/2013 di conversione del “Decreto Lavoro”, ha eliminato la dicitura "di natura meramente occasionale" e ne ha esteso l'uso a tutti i settori. Il Governo Renzi ha alzato il limite economico annuale di utilizzo da 5.000 a 7.000 euro, introducendo al contempo la tracciabilità.
Le prestazioni rese nei confronti di imprenditori commerciali e liberi professionisti non possono superare 2.020 € netti annui (2.693 € lordi) per ciascun committente, fermo restando il limite di 7.000 euro netti, (9.333 euro lordi).
Nel tempo la legislazione ha allargato l'utilizzo del buono lavoro dall'ambito domestico ai settori professionali (imprese, enti, lavoratori autonomi, ecc.). A tutt'oggi viene molto usato da aziende nel settore del commercio, dell'agricoltura e dell'intrattenimento  (ristoranti, bar, discoteche, sale cinema e simili) per prestazioni di lavoro che non superino i 5.000 € netti annui di retribuzione (passati a 7.000 € nel 2015 in seguito all'emanazione del provvedimento legislativo noto come Jobs Act). Per i pensionati o cassaintegrati la cifra scende a 3.000 €.
Con l'entrata in vigore del decreto legislativo 81/2015 l'utilizzo del voucher è stato esteso a industria e artigianato e quindi nessun settore produttivo è escluso. Invece, non è possibile usare il lavoro accessorio (a parte deroghe) nel caso di personale in appalto (sia opere che servizi).
Le caratteristiche intrinseche del sistema, tuttavia, ne hanno favorito la diffusione come strumento di elusione ed evasione delle norme fiscali e previdenziali.
Questa modalità di lavoro occasionale accessorio ha assunto da tempo anche la denominazione contratto voucher. L'incarico può essere verbale o essere documentato: in qualsiasi caso sottende sempre un contratto di lavoro (di tipo accessorio). Il voucher, come buono lavoro, è regolarmente vidimato con il logo dell'INPS.
Il decreto legislativo 185/2016 (entrato in vigore il 24 settembre 2016) ha reso obbligatorio l'invio di un SMS o email all'Ispettorato del lavoro competente parte del committente almeno un'ora prima della prestazione per agevolare la registrazione dell'utilizzo e impedire usi fraudolenti (cioè pagare con voucher solo una piccola parte del compenso).
Dopo recenti disposizioni è stato deciso di reintrodurre i voucher.
Allo stato attuale della normativa non è possibile superare i 2500€ lordi per ogni committente, e non è possibile per il datore di lavoro emettere più di 5000€ lordi l'anno di voucher. Possono utilizzare i voucher sia privati che aziende. I privati possono utilizzarli per il pagamento di prestazioni occasionali come ad esempio baby sitter, badanti, lezioni private, e per attivarli é necessario che il datore di lavoro si iscriva sul sito dell'INPS e segua le istruzioni fornite. Il lavoratore per incassare il dovuto dovrà iscriversi anch'esso sul sito dell'INPS e indicare la modalità in cui preferisce ottenere il compenso. Il valore facciale del buono lavoro è di 10 € di cui 8 € netti vengono incassati dal prestatore e il resto rappresentano i contributi Inps e INAIL.

### Valore contabile e modalità di acquisto
Il singolo buono lavoro vale 10 €, il costo con cui viene acquistato dall'azienda o dal datore di lavoro tramite il sito dell'INPS.
Il voucher telematico prevede l'iscrizione delle parti (datore di lavoro e lavoratore) all'INPS all'INAIL in questo modo il lavoratore riceverà la INPS CARD su cui vedrà accreditarsi lo stipendio e potrà controllare i contributi versati. Inclusi nella spesa i contributi previdenziali INPS (33%), l'assicurazione INAIL (3,5%) e i costi di gestione del servizio (0,25%);pertanto, al lavoratore spettano i restanti 8 € (netti).
A partire dal 28 giugno 2009 il Ministero diede il via a campagne pubblicitarie sul web, in televisione e al cinema per sponsorizzare questa nuova forma retributiva. La Regione Lazio avviò la promozione dei Buoni Lavoro nel 2010 tramite la campagna "Vo.La - Voucher Lazio".
Nel marzo 2017 i voucher vennero aboliti per essere poi reintrodotti, con le opportune modifiche, il 10 luglio dello stesso anno,

## Abusi e condotte elusive
Il meccanismo dei buoni era nato per introdurre nel mercato del lavoro italiano uno strumento flessibile in grado di far emergere dall'area del lavoro nero quelle forme di lavoro saltuario, o di secondo e terzo lavoro, difficili da perseguire, per le quali risulta onerosa l'attivazione degli strumenti tradizionali per la stipula di un rapporto di lavoro (comunicazione al centro per l'impiego, obbligo di scritturazione del Libro unico del lavoro, consegna del cedolino paga, adempimenti in materia di sicurezza, ecc.).
Si ricorda che le prestazioni rese nei confronti di imprenditori commerciali e liberi professionisti non possono superare 2.020 € netti annui (2.693 € lordi) per ciascun committente, fermo restando il limite di 7.000 euro netti (9.333 euro lordi) che un singolo lavoratore può guadagnare con il sistema dei buoni lavoro in un anno, per cui non è possibile, nella legalità, sostituire i buoni lavoro a un contratto di lavoro continuativo presso un unico datore di lavoro.

### Utilizzo irregolare
L'evoluzione della pratica, tuttavia, ha messo in luce un vasto fenomeno sociale di utilizzo irregolare, in cui la flessibilità dei buoni lavoro si presta facilmente a pratiche elusive della legislazione del lavoro e della previdenza sociale: tali pratiche tendono a ricondurre, nell'ambito della tipologia del lavoro accessorio di tipo occasionale, rapporti di lavoro di altro tipo. Nella pratica, infatti, si segnala il frequente utilizzo dei voucher per la regolarizzazione apparente di rapporti di lavoro caratterizzati da esclusività e continuità della prestazione, non compatibili con i limiti di remunerazione premessa dai buoni lavoro. In tali casi, infatti, il buono lavoro è usato, in modo irregolare, come schermo di regolarità per una prestazione di lavoro intrattenuta quasi interamente in nero, attraverso l'occasionale remunerazione mediante cessione di un voucher.
La semplice attivazione del meccanismo dei voucher nei confronti del lavoratore fa in modo che, nell'eventualità di un infortunio sul lavoro, o di un accesso ispettivo da parte dei servizi di vigilanza dell'INPS, dell'INAIL, o del Ministero del lavoro, è sufficiente l'esibizione dei buoni acquistati, ancorché non corrisposti, perché la presenza del lavoratore in azienda non possa essere considerata irregolare né dar luogo a sanzioni. In tali casi, infatti, è arduo, per i servizi ispettivi, adempiere all'onere della prova circa l'esistenza di prestazioni lavorative ulteriori rispetto a quelle effettivamente remunerate con la cessione di un voucher, dal momento che l'attivazione della prestazione non richiede alcun adempimento di registrazione o comunicazione. Questo procedimento non è più possibile da settembre 2016 essendo stata resa obbligatoria la rintracciabilità dell'utilizzo del singolo buono (vedi oltre).
Il problema di questo uso irregolare è stato affrontato da una norma contenuta nel Jobs Act, che ha previsto l'obbligo di comunicare l'inizio della prestazione alla Direzione Territoriale del lavoro competente, in modo preventivo e per via telematica (in modo analogo a quanto già previsto per il lavoro intermittente). Il decreto legislativo 185/2016 ha reso operativa tale procedura da ottobre 2016 sebbene non riguardi tutte le tipologie di committenti/datori di lavoro.
Nel 2016 il numero totale di buoni lavoro venduti è stato di 134 milioni (+ 23,9% rispetto al 2015, + 95% rispetto al 2014).

### Remunerazione oraria
Il valore del buono lavoro rappresenta la soglia minima di remunerazione resa possibile dal sistema. Tuttavia, le norme di legge non stabiliscono una soglia minima a cui ancorare la remunerazione su base oraria, lasciando aperta la possibilità che un unico buono sia utilizzato per remunerare più ore di lavoro. Per contrastare tale abuso, impedendo forme di "negoziazione" e "svalutazione" della prestazione oraria, la legge di riforma Fornero (legge 28 giugno 2012, n. 92), era intervenuta a regolarne l'utilizzo prevedendo l'emissione di un atto regolamentare che fissasse i valori minimi del compenso orario per ciascuna categoria. Tale previsione è rimasta a lungo inevasa, con la sola eccezione del settore agricolo: in mancanza dell'atto, rimane invariata la discrezionalità nella quantificazione della remunerazione oraria tramite buoni lavoro in tutti i settori diversi dal mondo agricolo. L'impasse regolamentare ha trovato soluzione con l'entrata in vigore del Jobs Act il quale, pur demandando la determinazione del valore nominale orario a un apposito decreto del Ministero del lavoro (da basarsi, previo confronto con le parti sociali, sulle medie orarie delle retribuzioni rilevate nei diversi settori produttivi), stabilisce un regime transitorio durante il quale, in attesa di emanazione del decreto ministeriale, la remunerazione oraria della prestazione di lavoro accessorio è stabilita nel valore di taglio minimo del buono lavoro.

## Referendum e abolizione
Nella primavera 2016 la Confederazione Generale Italiana del Lavoro (CGIL) ha promosso una raccolta di firme per abolire alcune norme incluse nel Jobs Act, comprese quelle sul buono lavoro. Dopo il deposito di 3,3 milioni di firme avvenuto nel luglio 2016, l'11 gennaio 2017 la Corte costituzionale ha approvato il testo del quesito referendario proposto, giudicando che "l'evoluzione dell'istituto, nel trascendere i caratteri di occasionalità dell'esigenza lavorativa cui era originariamente chiamato ad assolvere, lo ha reso alternativo a tipologie regolate da altri istituti giuslavoristici e quindi non necessario".
Il referendum abrogativo venne inizialmente fissato per il 28 maggio 2017. Tuttavia, al fine di scongiurare il referendum, il governo Gentiloni ha emanato il decreto legge 17 marzo 2017, n. 25 "ritenuta la straordinaria necessità e urgenza di superare l'istituto del lavoro accessorio al fine di contrastare pratiche
elusive". Il decreto governativo fu poi successivamente convertito in legge il 17 aprile 2017 da entrambi i rami del Parlamento (L. 49/2017).
A seguito di ciò, la corte di Cassazione ha fermato la procedura elettorale, essendo venuto meno l'oggetto del referendum. Dal 17/03/2017 perciò non è stato più possibile pagare le prestazioni di lavoro occasionale (di tipo accessorio) acquisendo nuovi buoni: in pratica, l'abolizione dei voucher. I buoni lavoro acquistati entro il 17 marzo 2017 (giorno di approvazione del decreto governativo di abrogazione) sono validi ed utilizzabili entro il 31 dicembre 2017.
Tuttavia, da maggio 2017 si è cominciato a ipotizzare la reintroduzione di questo strumento, seppur riformulato rispetto al precedente. Questo anche in seguito alle pressioni di imprese e famiglie che, improvvisamente, non hanno più avuto modo di remunerare, nella legalità, i prestatori di lavoro occasionale accessorio.

## Nuovo buono lavoro (2017)
Successivamente al superamento della prestazione di lavoro occasionale accessorio, a seguito del vuoto normativo provocato con inevitabili effetti negativi (sostanzialmente passaggio da buono lavoro a lavoro nero), nel luglio 2017 i (nuovi) voucher sono stati reintrodotti nell'ordinamento italiano, seppur con alcune modifiche rispetto ai precedenti. Infatti, il decreto legge 50, convertito dalla legge 96/2017 distingue tra utilizzo non professionale (libretto famiglia) e utilizzo professionale (contratto di prestazione occasionale).
Il nuovo strumento di lavoro occasionale è denominato (voucher) PrestO (crasi di "prestazione occasionale"), molto più complicato e limitativo della versione precedente.
I buoni sono dematerializzati e sono acquisibili unicamente sulla piattaforma web apposita sul sito dell'Inps. Sia il lavoratore che il datore di lavoro devono essere registrati; rivisti anche ambiti e limiti di utilizzo, nonché le sanzioni per gli abusi.

### Divieti e sanzioni
L'art.54-bis della legge 96\2017 introduce, accanto ai limiti economici, anche una rigida serie di divieti e vincoli. In particolare, il comma 5 stabilisce un primo limite di carattere generale,  previsto sia per il Libretto famiglia che per il Contratto di prestazione occasionale, in base al quale “non possono essere acquisite prestazioni di lavoro occasionale da soggetti con il quale l'utilizzatore abbia in corso o abbia cessato da meno di sei mesi un rapporto di lavoro subordinato o di collaborazione coordinata e continuativa”.
Con specifico riferimento al Contratto di prestazione occasionale , il suo ricorso è vietato: da parte di utilizzatori che hanno alle proprie dipendenze più di cinque lavoratori subordinati a tempo indeterminato; da parte delle imprese del settore agricolo, salvo che per le attività lavorative rese dai soggetti di cui al c.8 purché non iscritti nell'anno precedente negli elenchi anagrafici dei lavoratori agricoli; da parte delle imprese dell'edilizia e di settori affini delle imprese esercenti l'attività di escavazione o lavorazione di materiale lapideo, delle imprese del settore delle miniere, cave e torberiere; nell'ambito di esecuzione di appalti di opere o servizi.
Il sistema sanzionatorio predisposto dal c.20 dell'art. 54.bis è finalizzato a garantire al lavoratore, soprattutto se occupato in ambito imprenditoriale, un maggiore livello di tutela rispetto a quanto veniva previsto dalla previgente disciplina del lavoro accessorio. In particolare, comune al libretto famiglia e al contratto di prestazione occasionale, è la più severa sanzione che prevede la trasformazione del rapporto occasionale in lavoro subordinato a tempo indeterminato, che si verifica nel caso in cui il committente corrisponda al singolo lavoratore compensi superiori a 2500 euro o si avvalga dello stesso per più di 280 ore nel corso dell'anno civile.
La violazione dell'obbligo di comunicazione, e quindi di attivazione del buono, comporta in capo al committente l'applicazione di una sanzione amministrativa pecuniaria, che prevede il pagamento a suo carico di una somma compresa tra un minimo di 500 euro ad un massimo di 2500 euro per ogni prestazione lavorativa di cui risulti accertata la violazione.
La stessa sanzione amministrativa pecuniaria, troverà applicazione anche qualora il committente professionale si avvalga di una prestazione occasionale in violazione dei divieti sopra indicati, stabiliti dal c.14 dell'art.54-bis.

### Critiche all'introduzione del nuovo buono lavoro
Se per un verso, personaggi come il presidente dell'INPS, Tito Boeri, e il ministro delle Politiche Agricole, Alimentari e Forestali, Maurizio Martina, si sono espressi a favore della reintroduzione dei buoni lavoro rimodulati secondo nuove regole (ovvero il Libretto famiglia e il Contratto di prestazione occasionale per le imprese), che vorrebbero essere funzionali a una maggiore tutela dei diritti dei lavoratori e a un maggior contrasto al fenomeno del lavoro nero, poiché disciplinati e controllati grazie alla tracciabilità totale attraverso l'INPS, in molti hanno però accusato il governo di aver reintrodotto i voucher lavoro con un iter anti-democratico. D'altra parte, durante il breve periodo di interregno tra abolizione del vecchio e introduzione del nuovo buono di lavoro (riformato), diverse associazioni di impresa o operatori economici avevano constatato che, sostanzialmente, i lavoratori a voucher o fossero stati cessati o banalmente pagati in nero: fu valutato in 870.000 il numero di persone in questa situazione.
Contro la reintroduzione della nuova forma di voucher si schiera ancora la CGIL, i cui vertici ritengono che il governo abbia abrogato i buoni lavoro per evitare il referendum e li abbia reintrodotti subito dopo la data prevista per il referendum stesso. In tal modo, il governo ha compiuto un atto anticostituzionale. Susanna Camusso, segretaria generale della CGIL, ha dichiarato che il governo Gentiloni, con la momentanea abolizione dei voucher, ha ignorato 4 milioni di firme raccolte dalla CGIL per il referendum; Tania Sacchetti, segretaria confederale della CGIL nazionale, ha definito l'azione del governo Gentiloni “uno schiaffo alla democrazia”. La reintroduzione dei voucher lavoro è stata definita incostituzionale e antidemocratica anche dal costituzionalista Mauro Volpi, professore di Diritto presso l'Università degli Studi di Perugia, poiché «l'emendamento alla manovra sulla contabilità del governo, che reintroduce di fatto una forma di voucher che disciplina il lavoro occasionale, non solo per le famiglie, ma anche per le piccole imprese, costituisce una frode alla Costituzione e un vero e proprio furto di democrazia».

### Scarsa diffusione
L'utilizzo dei PrestO, sia per le imprese ma soprattutto per le famiglie, si è rivelato piuttosto scarso, comunque molto lontano dalla massiccia diffusione della versione precedente. La causa principale dell'esiguo ricorso al nuovo strumento è da ricercare nella complicazione procedurale (a carico sia del datore di lavoro che del lavoratore) per la sottoscrizione del buono. In particolari i tempi per l'acquisizione sono piuttosto lunghi (mentre i precedenti voucher erano facilmente acquistabili). Alcuni hanno parlato di "flop", commentando i numeri forniti dall'Inps.
A fronte della estensione a qualsiasi settore e scopo del precedente buono lavoro e il conseguente oggettivo abuso, il voucher versione 2017 ha sostanzialmente comportato la rinuncia a utilizzare il contratto di prestazione occasionale, ricorrendo ad altre forme di lavoro o anche al ritorno al pagamento in nero.
Per questi motivi, a luglio 2018 si è ricominciato a parlare di re-introdurre il voucher secondo la formula precedente più flessibile e veloce, almeno per i settori agricoltura, turismo e lavoro domestico.

## Revisione 2023
La legge di bilancio 2023 (L n. 197/2022) ha apportato modifiche al contratto voucher, estendone il perimetro di impiego nonché gli importi massimi.